# Scytodes albiapicalis
Scytodes albiapicalis là một loài nhện trong họ Scytodidae.
Loài này thuộc chi Scytodes. Scytodes albiapicalis được Embrik Strand miêu tả năm 1907.